# Nasolamia velox
Requin nez blanc
Genre
Espèce
Répartition géographique
Statut de conservation UICN

 DD  : Données insuffisantes
Nasolamia velox est une espèce de requins appelée Requin nez blanc. C'est la seule espèce du genre monotypique Nasolamia.
Il vit dans le Pacifique est, du nord du Mexique au sud du Pérou et jusqu'à 190 mètres de fond. Il peut atteindre 1,50 mètre de long.

## Nourriture
Se nourrit de petits poissons osseux, dont des anchois et également de crabes.

## Face à l'homme
Ne s'est jamais attaqué à l'homme.